# Бабій Віталій Володимирович
Віта́лій Володи́мирович Бабі́й (нар. 17 квітня 1969 — 13 листопада 2015) — молодший сержант Збройних сил України, учасник російсько-української війни.

## Життєпис
Народився 1969 року в Мирополі Житомирської області, закінчив миропільську середню школу. Проходив строкову військову службу в лавах ЗС СРСР.
У часі війни мобілізований 26 січня 2015 року; молодший сержант 53-ї окремої механізованої бригади, старший стрілець.
13 листопада 2015-го загинув, зазнавши важкого поранення під час мінометного обстрілу терористами поблизу Верхньоторецького Ясинуватського району. Смертельних поранень в тому бою зазнав солдат Сергій Капелюха.
18 листопада 2015 року похований в Мирополі Романівського району.

## Нагороди та вшанування
- За особисту мужність, сумлінне та бездоганне служіння Українському народові, зразкове виконання військового обов'язку відзначений — нагороджений орденом «За мужність» ІІІ ступеня (16.1.2016, посмертно)[1]
- 24 серпня 2016 року на будівлі миропільської гімназії відкрито меморіальну дошку Віталію Бабію[2]